# Stainless Steel (Band)
Stainless Steel ist eine der ersten „Böhse-Onkelz“-Tributebands in Deutschland: Als offizielle Supportband beim Vaya-con-Tioz-Abschiedskonzert der Böhsen Onkelz am Lausitzring vom 15.–18. Juni 2005 spielte auch Stainless Steel im Rahmenprogramm der Veranstaltung. Bis 2009 hatte Stainless Steel zahlreiche Konzerte zusammen mit der mittlerweile erfolgreichen Südtiroler-Deutschrockband Frei.Wild. Die in Heavy-Metal-Kreisen renommierte Fachzeitschrift Metal Hammer hat bereits mehrfach über die Band berichtet, ebenso ist die Band mit einem Bandfoto im Booklet der letzten Live-Veröffentlichung der Böhsen Onkelz vor deren Reunion, Vaya con Tioz vertreten, die auf Platz 1 in die Longplaycharts eingestiegen ist.

## Bedeutende Konzerte
- 15.–18. Juni 2005: Supportband beim Abschiedskonzert der Böhsen Onkelz / Eurospeedway Lausitzring[14]
- 17. Juni 2006: B.O.S.C. Rocks / Festival in der Lausitz / Schwarzheide[15]
- 24. November 2007: 27 Jahre Böhse Onkelz / Ballsporthalle / Frankfurt-Main[16]
- 26. Juli 2009: B.O.S.C. Onkelz Non Stop / Music Hall Strohofer / Geiselwind[17]
- 27. August 2009: Wacken Rocks South / Rieden-Kreuth[18]
- zahlreiche Gastspiele auf dem G.O.N.D.-Festival[19]
- weitere Auftrittsorte: Stadthalle Lichtenfels, Frankenhalle Dettelbach, Music Center Trockau, Küffner Arena Neudeck, Schwabenhalle Jettingen, Thüringenhalle Erfurt, Thäleseehalle Empfingen etc.[20]

## Geschichte
Die Homepage der Band sagt zur Bandgeschichte Folgendes:
Den Anlass zur Gründung lieferte nach Angaben der Band „unfreiwillig eine grottenschlechte Schulabschlussband im Jahr 2000: Gequält von der stümperhaft vorgetragenen Musik dieser Abschlussband fasste Gitarrist und Stainless Steel-Begründer Sebastian den spontanen Entschluss, seine eigene Band auf die Beine zu stellen.“ Maxime der Band sei die originalgetreue Interpretation der Songs, kennzeichnend die "detailverliebte und originalgetreue Solo-Gitarre". "Zusammen mit Bruder Michael (Schlagzeug) und zwei Schulbekanntschaften, die späteren Besetzungswechseln zum Opfer fallen sollten, war der Haufen relativ schnell komplett." Auf der Suche nach einem passenden Bandnamen entstanden die verschiedensten Ideen, „bis plötzlich ein Messer auf dem Tisch lag – man war sich einig: Die englische Gravur auf dessen Schneide war sinnbildlich aussagekräftig für die Musik.“ Die Band verweist darauf, dass sie ihre Auftritte beim Abschiedskonzert der Böhsen Onkelz Ralf Werner, dem damaligen Leiter des offiziellen Onkelz-Fanclubs B.O.S.C. zu verdanken hat. Ferner haben laut Band sowohl der Sänger, als auch der Gitarrist der "Böhsen Onkelz" bereits zusammen mit Musikern von "Stainless Steel" Onkelz-Songs gespielt. In frühen Jahren gab die Band zahlreiche gemeinsame Konzerte mit der Südtiroler Band „Frei.Wild“, deren Sänger zu diesen Gelegenheiten ab und an gemeinsam mit "Stainless Steel" Songs gespielt hat. Auch Torben Höffgen von der Band „Kärbholz“ habe vor einigen Jahren einmal bei einer Show von „Stainless Steel“ am Mikrofon ausgeholfen, als Not am Mann war. Nach zahlreichen Besetzungswechseln hat der ehemalige Bassist der 2016 aufgelösten Böhse Onkelz-Tributeband "Glorreiche Halunken", Joachim Wawra "Stainless Steel" Anfang 2017 neu formiert. Von der "Stainless Steel"-Urbesetzung ist nur noch Bandgründer Sebastian mit dabei, während Drummer Oli und Sänger Kevin neu hinzugestoßen sind. Von Zeit zu Zeit singt auch Marco, der ehemalige Sänger der "Glorreiche Halunken" im Rahmen von "Allstars"-Specials bei "Stainless Steel". Einige frühere Mitglieder von "Stainless Steel" sind derzeit in anderen Onkelzcover-Projekten aktiv. Das um 2010 ins Leben gerufenes Nebenprojekt mit dem Namen "Killerton", welches ein Debütalbum hervorbrachte, jedoch in der Vergangenheit bei der Band für Uneinigkeit sorgte, liegt derzeit auf Eis.

## Nebenprojekt: Killerton
Anfang 2010 gründeten Stainless Steel-Gitarrist Sebastian und Ex-Sänger Karsten das Nebenprojekt Killerton, da "Stainless Steel" eine reine "Böhse Onkelz"-Tributeband bleiben sollte. Zunächst laut Band als Songwriting-Projekt gedacht, sei schnell die Lust an Live-Auftritten gewachsen. Seit Ende 2012 hatten Killerton und Stainless Steel unterschiedliche Sänger, während Bassist, Drummer und Gitarrist in beiden Bands spielten. Das mit Unterbrechungen über einen Zeitraum von eineinhalb Jahren entstandene Debütalbum Unsere Welt wurde 2012 erstveröffentlicht. Das Nebenprojekt sorgte in der Vergangenheit bei der Band für Uneinigkeit und liegt derzeit auf Eis.

## Diskografie

### Tribute-Album
- 11 Jahre Stainless Steel (2013), Eigenveröffentlichung
- Live in Frankfurt (2008), 27 Jahre Böhse, 24. November 2007, Ballsporthalle FFM / Eigenveröffentlichung

### Sampler
- Danke für alles, (2007), Blueline Production / Songbeitrag: „Nekrophil“

### Nebenprojekt Killerton
- New German Rock 2, (2013), Golden Core (ZYX) / Songbeitrag: „Uns doch egal“
- Unsere Welt (2012), Debüt-Album, Burnout Records (Cargo Records)
- Sampler Deutsch rockt! Lektion 1, (2011), Burnout Records (Cargo Records) / Songbeitrag: „Uns doch egal“
- G.O.N.D.-Festival-Sampler T.R.i.B.U.T.E., (2011), Songbeitrag: „Neffen und Nichten“ (exklusiver Track!)